# 哈瓦斯通讯社
哈瓦斯通讯社（Agence Havas），是全球第一家通讯社，创始人是法国人夏尔-路易·哈瓦斯（Charles-Louis Havas）。哈瓦斯社正式挂牌成立于1835年，后来成为十九世纪全球最有影响力的通讯社之一，从这里也走出了另外两个通讯社路透社和沃尔夫社的创始人保罗·路透和贝纳德·沃尔夫。1940年纳粹德国占领巴黎，该社失去独立性。其广告部门仍为私营部门，但信息部门则被国有化，以“法国新闻局”之名被维希政权掌控。1944年，该社一分为二——汉威士广告集团和法新社。

## 历史

### 成立
为了养家糊口，1825年哈瓦斯在巴黎创办了一家新闻社。其业务是从外国报刊上选出法国人感兴趣的新聞，译成法文，然後卖给巴黎各家报纸。由于哈瓦斯本人既有新闻敏感，又有外语能力，所以他的稿件较受欢迎，新闻社生意日益兴旺。
1835年，哈瓦斯兼并几家新闻社后，正式亮出“哈瓦斯通讯社”的招牌。哈瓦斯社便成为全球第一家名正言顺的通讯社，哈瓦斯也成为通讯社鼻祖。如今通讯社一词Agence(Agency)，已成为全球通用语。率先使用这个词的便是哈瓦斯。
19世纪30年代，法国商业报刊兴起，为新闻通讯社开辟了广阔的市场。当时许多廉价报刊如《世纪报》、《新闻报》等，都成为了哈瓦斯社的客戶，其中《新闻报》的发行人吉拉丹与哈瓦斯私交甚为密切。

### 飞鸽传书
为了安身立命，哈瓦斯社一开始就把速度奉为根本(哈瓦斯创办通讯社的动因之一，就是因为拿破仑逝世的消息过了两个月，才从流放地圣赫勒拿岛传回巴黎)。但当时既无铁路，也无电台，所谓快讯，只能靠驿马传递。为了尽快传递新闻，哈瓦斯开始使用信鸽，开辟了布鲁塞尔到巴黎、伦敦到巴黎等信鸽传讯线路。通过这种方式，哈瓦斯当天就可以获得比利时和英国的新闻，比邮局快很多。
哈瓦斯社成为19世纪第一大通讯社，信鸽立下头功。

### 发展
此后，哈瓦斯社利用电报、火车等新科技，进一步加快新闻的传递速度。
对此，巴尔扎克说：“世界各地的报纸都会很快地到达哈瓦斯手里”，“哈瓦斯先生比巴黎的任何人，都最先获知世界各地的消息。”同时，他还写道：
|  | 除了外交机密之外，哈瓦斯无所不知，无所不晓。......从收到的报刊杂志中，哈瓦斯挑选出一些重要的文章或消息，然后编译成法文稿件。这些新闻稿每天都要送到首相官邸供首相早期后阅读。不仅如此，巴黎的各个报社也都加入了哈瓦斯通讯社的供稿系统，因为各地去编译外国的新闻不如购买哈瓦斯的消息更能节约开支......由此诸位可以明白，虽然你们是在不同的报纸上看到了国外的信息，其实来源都是一样。......极而言之，可以说巴黎只有一份报纸。 |

1848年伴随着欧洲大革命，哈瓦斯社开始获得显著进展，法兰西第二共和国存在的短短三年间，法国创办的报纸达一千余家。大批新创报社与哈瓦斯签订协议，订购新闻，使得哈瓦斯社客户剧增。此外哈瓦斯社也积极拓展国外市场，比如沙皇俄国的宫廷就订购了哈瓦斯社的新闻稿。
同年，哈瓦斯雇用了两名德国流亡者。一个叫沃尔夫，另外一个叫路透。后来两人各自为政，成立沃尔夫社和路透社，与哈瓦斯社构成了19世纪最有势力的三大通讯社。
到19世纪60年代，哈瓦斯社开始在拉丁美洲发展业务。
1866年，第一条大西洋海底电缆铺设成功，美洲与欧洲电报线路连为一体。哈瓦斯社业务也随之迅速发展。在提供新闻的同时，又开始经营广告业务。具体做法是用新闻交换广告版面，然后将这些版面卖给广告客户。

### 《通讯社条约》
19世纪50年代，哈瓦斯社、路透社和沃尔夫社有过一次交换股票行情的双边协定。随着三家机构的改组和扩大，在全球范围内形成激烈竞争，三方都蒙受很大损失。1870年1月17日，哈瓦斯社、路透社与沃尔夫社在巴黎举行和解会谈，签订一系列条约，名为《通讯社条约》(Agency Treaties)。

### 20世纪
第一次世界大战结束后，哈瓦斯社已控制法国80%的报业广告，成为法国最大的广告垄断组织。
1930年一位法国记者在普林斯顿大学召开的报业会议上说：“对于一家报纸来说，疏远哈瓦斯社实际上意味着丧失其全部的广告收入。”
1940年，德军占领巴黎，哈瓦斯社瓦解分裂。1940年12月，维希政府将其改组成三个机构：
- 广告社
- 法国新闻社（French Information Service）
- 世界电讯社（Telemondial），专管国际新闻，实际是“德国新闻社”的支社。

该社的一部分反法西斯员工建立了四个反法西斯通讯机构：
- 1940年伦敦的法国独立新闻社
- 1942年阿尔及利亚的法非新闻社
- 国内的新闻资料通讯社
- 自由法国通讯社

1944年，巴黎光复后，在原址基础上成立了今天的法新社。